# Heinrich Krehle
Heinrich Krehle (* 21. Januar 1892 in München; † 16. Oktober 1969 ebenda) war ein deutscher Gewerkschafter und Politiker (CSU).

## Leben und Beruf
Nach dem Besuch der Volksschule absolvierte Krehle eine Schreinerlehre, die er mit der Gehilfenprüfung abschloss. Anschließend bildete er sich an einer Handwerkerzeichenschule fort. Er schloss sich 1909 der Gewerkschaft an und ging im gleichen Jahr auf Wanderschaft, die ihn bis 1912 in verschiedene deutsche Städte und die Schweiz führte. Nach dem Militärdienst nahm er von 1914 bis 1918 als Soldat am Ersten Weltkrieg teil. Während des Krieges wurde er an der Westfront und in Palästina eingesetzt. Zuletzt geriet er in Ägypten in britische Gefangenschaft, aus der er 1920 entlassen wurde.
Krehle arbeitete von 1920 bis 1922 als Schreinergehilfe in München. Er besuchte in den 1920er-Jahren sozialpolitische und volkswirtschaftliche Lehrgänge an einer Volkshochschule und war von 1922 bis 1930 Geschäftsführer des Zentralverbandes Christlicher Holzarbeiter. 1930 wurde er Landessekretär der Christlichen Gewerkschaften in Bayern und Geschäftsführer des Deutschen Gewerkschaftsbundes.
Nach der Machtübernahme der Nationalsozialisten wurde Krehle seiner Ämter enthoben. Er war zunächst arbeitslos und seit 1934 als Angestellter beim katholischen Kirchensteueramt tätig, bis er 1935 als Angestellter in die Reichsfinanzverwaltung wechselte. Von 1939 bis 1945 nahm er als Soldat am Zweiten Weltkrieg teil. Nach dem Kriegsende beteiligte er sich am Wiederaufbau des Bayerischen Gewerkschaftsbundes (BGB).

## Partei
Krehle zählte 1945 zu den Mitbegründern der CSU in Bayern. Er war 1945/46 Mitglied des Vorläufigen Landesausschusses der CSU und von 1946 bis 1949 Vorsitzender des CSU-Bezirksverbandes München. Von 1946 bis 1957 war er Mitglied im Landesvorstand der Christsozialen. Daneben fungierte er seit 1947 als Vorsitzender der Christlich Sozialen Arbeitnehmerunion (CSA).

## Abgeordneter
Krehle war 1945/46 Ratsmitglied der Stadt München. Von Juni bis Oktober 1946 gehörte er der Verfassunggebenden Landesversammlung Bayerns an. Am 10. Dezember 1948 wurde er in den Bayerischen Landtag gewählt, dem er bis 1958 angehörte.

## Öffentliche Ämter
Krehle wurde am 22. Oktober 1945 als Staatssekretär im Staatsministerium für Arbeit und Soziale Fürsorge in die von Ministerpräsident Wilhelm Hoegner geführte Regierung des Freistaates Bayern berufen (Kabinett Hoegner I). Er gehörte seit 1946 auch der von Ministerpräsident Hans Ehard geleiteten Folgeregierung (Kabinett Ehard I) an und wurde von diesem am 20. September 1947 zum Staatsminister für Arbeit und Soziale Fürsorge ernannt (Kabinett Ehard II). Nach der Bildung einer Koalition aus CSU und SPD musste er am 18. Dezember 1950 die Leitung des Ministeramtes an den sozialdemokratischen Politiker Richard Oechsle abgeben. Anschließend war er bis zu seinem Ausscheiden aus der Landesregierung am 14. Dezember 1954 erneut Staatssekretär im Arbeits- und Sozialministerium (Kabinett Ehard III).

## Auszeichnungen
- 1957: Großes Verdienstkreuz mit Stern
- 1959: Bayerischer Verdienstorden